# Ramon Llisas i Fernàndez
Ramon Llisas i Fernàndez (Barcelona, 1879 - 1952) fou un escultor català.
Després d'uns inicis molt prometedors, es va veure obligat a treballar per altres escultors i fins a la seva maduresa no va poder dedicar-se a la creació d'una obra escultòrica personal de caràcter realista. Es dedicà també a la pintura i al disseny de cartells però s'especialitzà sobretot en els retrats escultòrics. Probablement per la seva gran afecció a la música va fer nombrosos retrats de personatges relacionats amb el món musical.